# Chuks Aneke
Chukwuemeka Ademola Amachi Aneke, noto semplicemente come Chuks Aneke (Londra, 3 luglio 1993), è un calciatore inglese, centrocampista svincolato.

## Caratteristiche tecniche
È un trequartista.

## Carriera

### Club
Cresciuto nel settore giovanile dell'Arsenal, ha esordito in prima squadra il 20 settembre 2011 disputando l'incontro di Football League Cup 2011-2012 vinto 2-0 contro lo Shrewsbury Town.
Tra il 2014 ed il 2016 ha totalizzato complessivamente 41 presenze e 4 reti nella prima divisione belga con la maglia dello Zulte Waregem.
Nella stagione 2021-2022 ha realizzato 2 reti in 18 presenze nella seconda divisione inglese con la maglia del Birmingham City.

### Nazionale
Ha giocato nelle nazionali giovanili inglesi comprese tra l'Under-16 e l'Under-19; nel 2010 ha vinto gli Europei Under-17.

## Statistiche

### Presenze e reti nei club
Statistiche aggiornate al 6 gennaio 2019.
| Stagione                  | Squadra                   | Campionato                | Campionato | Campionato | Coppe nazionali      | Coppe nazionali | Coppe nazionali | Coppe continentali | Coppe continentali | Coppe continentali | Altre coppe | Altre coppe | Altre coppe | Totale | Totale | Totale |
| Stagione                  | Squadra                   | Comp                      | Pres       | Reti       | Comp                 | Pres            | Reti            | Comp               | Pres               | Reti               | Comp        | Pres        | Reti        | Pres   | Reti   |        |
| ------------------------- | ------------------------- | ------------------------- | ---------- | ---------- | -------------------- | --------------- | --------------- | ------------------ | ------------------ | ------------------ | ----------- | ----------- | ----------- | ------ | ------ | ------ |
| ago.-nov. 2011            | Arsenal                   | PL                        | 0          | 0          | FACup+CdL            | 0+1             | 0               |                    | -                  | -                  |             | -           | -           | 1      | 0      |        |
| nov. 2011-mar. 2012       | Stevenage                 | FL1                       | 6          | 0          | FACup+CdL+EFL Trophy | 0               | 0               |                    | -                  | -                  |             | -           | -           | 6      | 0      |        |
| mar.-giu. 2012            | Preston N.E.              | FL1                       | 7          | 1          | FACup+CdL+EFL Trophy | 0               | 0               |                    | -                  | -                  |             | -           | -           | 7      | 1      |        |
| 2012-2013                 | Crewe Alexandra           | FL1                       | 30         | 6          | FACup+CdL+EFL Trophy | 2+0+6           | 1+0+1           |                    | -                  | -                  |             | -           | -           | 38     | 8      |        |
| 2013-2014                 | Crewe Alexandra           | FL1                       | 40         | 14         | FACup+CdL+EFL Trophy | 1+1+2           | 0+1+1           |                    | -                  | -                  |             | -           | -           | 44     | 16     |        |
| Totale Crewe Alexandra    | Totale Crewe Alexandra    | Totale Crewe Alexandra    | 70         | 20         |                      | 12              | 4               |                    | -                  | -                  |             | -           | -           | 82     | 24     |        |
| 2014-2015                 | Zulte Waregem             | D1                        | 30         | 2          | CB                   | 4               | 1               | UEL                | 4                  | 1                  |             | -           | -           | 38     | 4      |        |
| 2015-2016                 | Zulte Waregem             | D1                        | 11         | 2          | CB                   | 1               | 0               |                    | -                  | -                  |             | -           | -           | 12     | 2      |        |
| Totale Zulte Waregem      | Totale Zulte Waregem      | Totale Zulte Waregem      | 41         | 4          |                      | 5               | 1               |                    | 4                  | 1                  |             | -           | -           | 50     | 6      |        |
| 2016-2017                 | MK Dons                   | FL1                       | 15         | 4          | FACup+CdL+EFL Trophy | 2+0+1           | 0               |                    | -                  | -                  |             | -           | -           | 18     | 4      |        |
| 2017-2018                 | MK Dons                   | FL1                       | 31         | 9          | FACup+CdL+EFL Trophy | 3+0+1           | 1+0+0           |                    | -                  | -                  |             | -           | -           | 35     | 10     |        |
| 2018-2019                 | MK Dons                   | FL1                       | 38         | 17         | FACup+CdL+EFL Trophy | 1+0+2           | 0+0+2           |                    | -                  | -                  |             | -           | -           | 41     | 20     |        |
| Totale Milton Keynes Dons | Totale Milton Keynes Dons | Totale Milton Keynes Dons | 63         | 24         |                      | 10              | 3               |                    | -                  | -                  |             | -           | -           | 73     | 27     |        |
| Totale carriera           | Totale carriera           | Totale carriera           | 187        | 49         |                      | 28              | 8               |                    | 4                  | 1                  |             | -           | -           | 219    | 58     |        |

## Palmarès

### Club
- EFL Trophy: 1

Crewe Alexandra: 2012-2013

### Nazionale
- Campionato d'Europa Under-17: 1

Liechtenstein 2010